# Canthium coffeoides
Canthium coffeoides är en måreväxtart som beskrevs av Jean Baptiste Louis Pierre och Charles-Joseph Marie Pitard. Canthium coffeoides ingår i släktet Canthium och familjen måreväxter. Inga underarter finns listade i Catalogue of Life.